# Copilăria lui Icar
Copilăria lui Icar (titlul original francez: L'Enfance d'Icare) este un film SF thriller dramatic din 2009 co-scris, coprodus și regizat de regizorul elvețian de origine română Alex Iordăchescu. Companiile de producție sunt Elefant Films Sàrl (Elveția, România) și Freshline Productions (Franța).
În film interpretează un ansamblu de vedete care include actori și actrițe notabile din Franța, Elveția și România: Guillaume Depardieu, Alysson Paradis⁠(d), Carlo Brandt, Sophie Lukasik, Dorotheea Petre, Patricia Bopp, Jean-Pierre Gos și Mădălina Constantin.
A nu se confunda cu Copilăria unui Icar, scriere a lui Ion Dodu Bălan, în care este ilustrată viața lui Aurel Vlaicu.

## Prezentare
În urma unui accident, Jonathan Vogel (interpretat de Guillaume Depardieu) și-a pierdut un picior. Profesorul Karr (interpretat de Carlo Brandt) vine cu un tratament revoluționar care îi va schimba viața. Dar acest vis nebun se transformă într-un coșmar, iar Vogel devine victima unei teribile greșeli medicale.

## Distribuție
- Guillaume Depardieu : Jonathan Vogel
- Alysson Paradis⁠(d) : Alice Karr
- Carlo Brandt : Stivlas Karr
- Sophie Lukasik : Anna Vogel
- Dorotheea Petre : infirmière Jonathan
- Patricia Bopp : la consultante
- Jean-Pierre Gos : Jacques Becker
- Madalina Constantin : Cassandre

## Producție
Este primul film de lungmetraj al regizorului Alex Iordăchescu. Copilăria lui Icar a fost lansat în 2011 deși filmările au avut loc în 2009. Regizorul a așteptat  2 ani deoarece în timpul filmărilor în România actorul Guillaume Depardieu s-a îmbolnăvit de o severă pneumonie virală și a murit la 13 octombrie 2008 la spitalul din Garches la vârsta de 37 de ani.